# Victor & Leo
Victor & Leo é uma dupla sertaneja formada pelos irmãos Vitor Chaves Zapalá Pimentel, conhecido artisticamente como Victor Chaves (15 de abril de 1975), e Leonardo Chaves Zapalá Pimentel (4 de outubro de 1976), conhecido artisticamente como Leo Chaves, ambos nascidos em Ponte Nova, Minas Gerais.
São compositores, produtores, cantores e arranjadores, sendo eles mesmos os responsáveis pelo concebimento da maioria de seus trabalhos. Em 2018, a dupla anunciou uma pausa na carreira, tendo sido o último show em São José do Rio Preto, em São Paulo, no dia 29 de setembro de 2018. Em 19 de setembro de 2023, saíram informações sobre uma possível volta da dupla, e no dia seguinte, em 20 de setembro de 2023, o retorno da dupla foi oficializada, graças a um vídeo publicado nas redes sociais da dupla. 

## História
O início da dupla se deu na cidade em que os irmãos foram criados, Abre Campo, Minas Gerais, em 1992. Eles são filhos de Marisa Chaves e Ronald Zapalá Pimentel, tendo, também, uma irmã mais nova, Paula Chaves Zapalá Pimentel. Ainda durante a infância, ouviam músicas sertanejas regionais na radiola do seu avô, Tonico Chaves, ou no carro, quando viajavam com seu pai a serviço. Aos onze anos, Victor começou a fazer seus primeiros acordes ao violão, junto com seu professor Jesus Fernandes. Leo chegou a fazer parte de um conjunto musical, tendo tido forte referência pelo rock, durante sua adolescência, sendo um grande fã de Elvis Presley, mas foi em 1992 que os irmãos começaram a cantar juntos.
Em 1993, Victor compôs sua primeira canção, sendo ela "Flor do Campo", revelada pela primeira vez, em uma entrevista ao Jô Soares, o qual elogiou a canção e sugeriu que gravassem-a inteira, - pedido esse realizado em 2010, no álbum "Boa Sorte Pra Você". Em 1994, mudaram-se para Belo Horizonte, onde estudaram canto por 5 anos e se apresentaram na noite até 2001, quando foram para São Paulo.
Em São Paulo, gravaram seu primeiro CD, Vitor & Leo, por um pequeno selo, já extinto, chamado Number One, a convite do casal Eduardo Araújo e Sylvinha Araújo, que os ouviram na noite de Belo Horizonte. O álbum contém 11 faixas, sendo 8 compostas por Victor. Este álbum foi lançado em 2002.
Em 2004, gravaram um CD independente, chamado Vida Boa, que era vendido nos bares em que se apresentavam.
Em 2005, já com um público cativo na noite paulistana, a dupla gravou um CD ao vivo, Victor & Leo Ao Vivo, que despontaria primeiramente no Triângulo Mineiro, especialmente na cidade de Uberlândia, também fazendo sucesso em outros estados como Goiás, Mato Grosso e São Paulo, e posteriormente para todo o Brasil em meados de 2006, sem gravadora nem investimento significativo, espalhando-se na pirataria, de pessoa a pessoa, chamando a atenção pela originalidade do som e das canções, a maioria de autoria de Victor Chaves. O álbum foi gravado no Bar Avenida Club, em São Paulo. Ainda em 2005, Victor & Leo criaram seu próprio site, www.victoreleo.com.

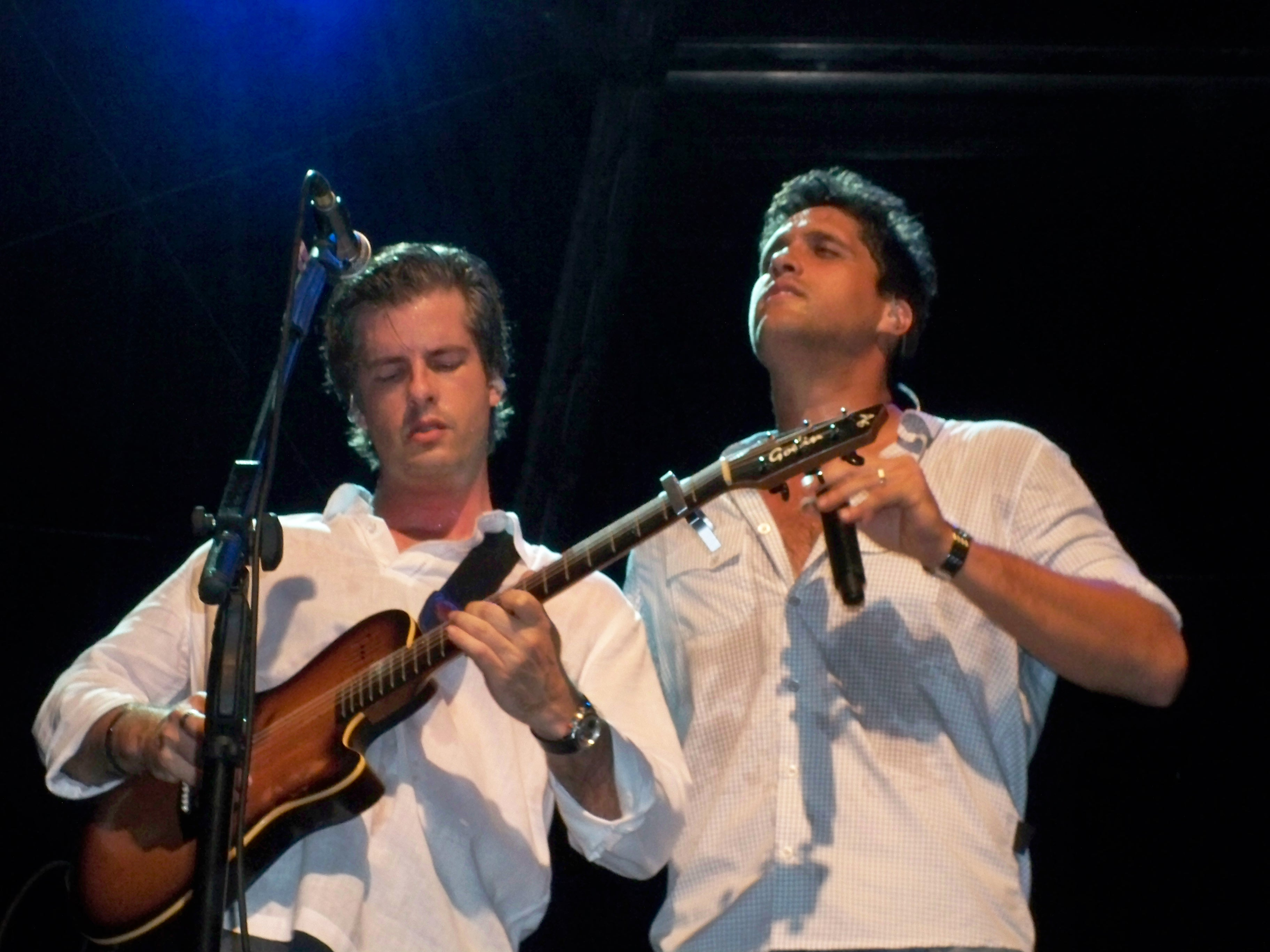
A dupla durante concerto na cidade de Boa Vista, Roraima (2009)

Três canções principais brigavam pelo primeiro lugar em diversas regiões do país, ao mesmo tempo, neste momento: "Vida Boa", "Fada" e "Amigo Apaixonado", coincidentemente três que já faziam parte do álbum anterior. O álbum teve um número estimado de 2 milhões de cópias pirateadas em todo o Brasil, e em junho de 2007, Passou a ser distribuído pela gravadora Sony BMG, se tornando um dos 10 mais mais vendidos do Brasil e lhe rendendo o primeiro disco de ouro pelas 60.000 cópias vendidas, recebido do apresentador Fausto Silva, logo na primeira vez em que a dupla apareceu no Domingão do Faustão, da Rede Globo.
Em 2007, lançaram o primeiro DVD, Ao Vivo em Uberlândia, gravado no Parque de Exposições Camaru, tendo nesta cidade uma forma centralizada para o acesso do público de diversos estados, além de se fixarem de vez, a partir deste mesmo ano. Este DVD reuniu um público de 30.000 pessoas e foi produzido e arranjado pela própria dupla. Em 2009, foi lançado o segundo DVD, Ao Vivo e em Cores em São Paulo, que foi gravado no Ginásio do Ibirapuera, em São Paulo, nos dias 23 e 24 de setembro de 2009. Em 2012, lançaram o DVD Ao Vivo em Floripa, gravado no dia 28 de março do mesmo ano, na Avenida Beira-Mar Continental, em Florianópolis, Santa Catarina. Em 2015, Victor & Leo lançaram o 4º DVD ao vivo da carreira, Irmãos, gravado em janeiro do mesmo ano nos Estúdios Quanta, em São Paulo. No dia 18 de outubro de 2017, a dupla gravou na cidade de Uberlândia, seu primeiro DVD acústico, intitulado O Cantor do Sertão - O Sertão de Victor & Leo, que foi o último trabalho da dupla.
Desde então, como uma das duplas de maior importância do país, bateram recordes de público jamais quebrados em todas as regiões e estados do país e alcançaram diversas premiações, desde o Prêmio da Música Brasileira ao Grammy Latino, tendo 7 trabalhos indicados como melhor álbum.
Victor Chaves ocupou por 3 anos consecutivos, 2008, 2009 e 2010, o primeiro lugar em direitos autorais no Brasil, pelo Escritório Central de Arrecadação e Distribuição (ECAD).

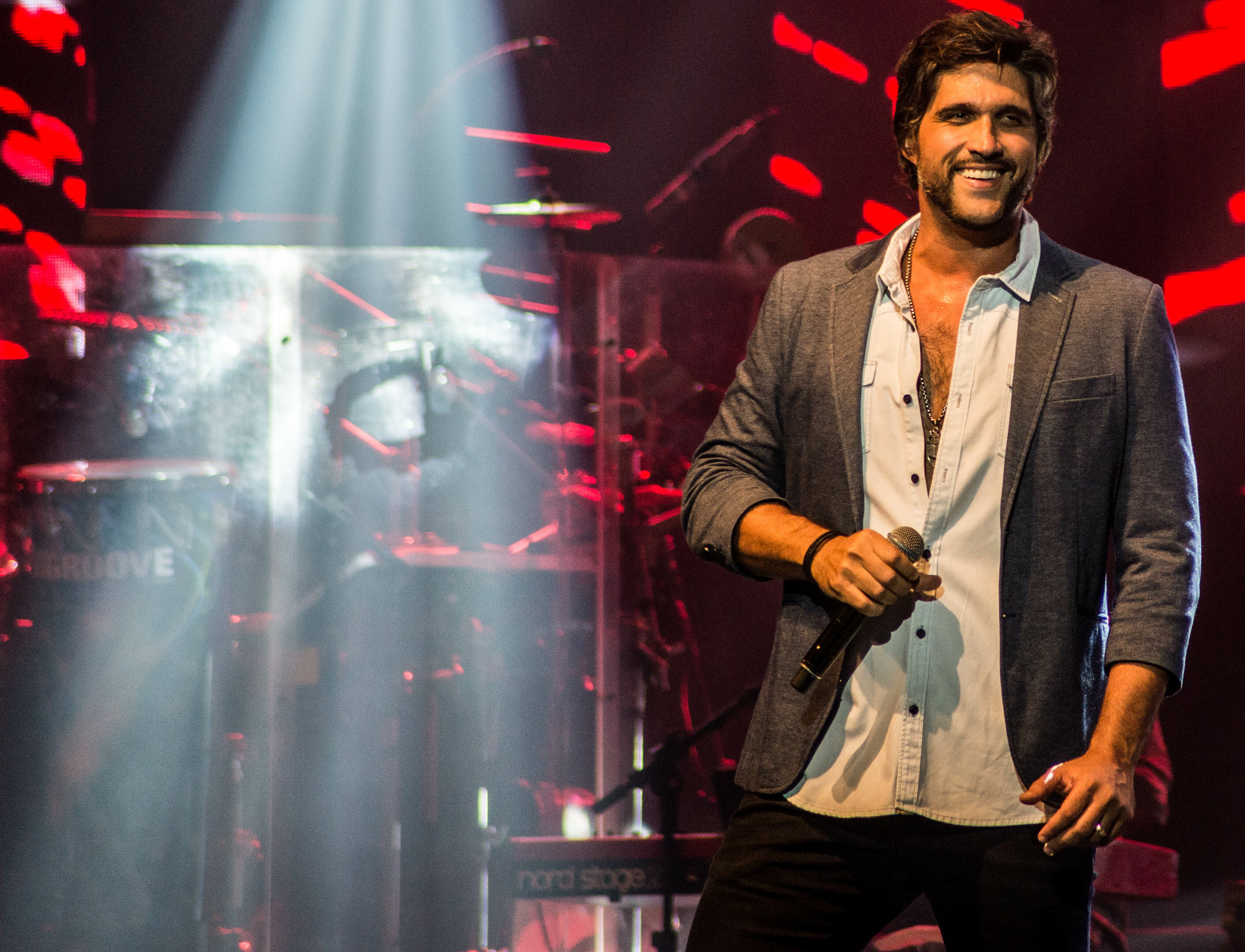
Apresentando-se no Vivo Rio (2016)

Com 25 anos de carreira e 10 anos de reconhecimento nacional, é notável a influência dos irmãos na música brasileira após 2006. Os arranjos, a versatilidade dos timbres vocais em canções originais, o toque único de Victor Chaves ao violão, as performances de Leo, a presença contagiante, além de mais de 16 canções em primeiro lugar em diversas paradas, entre temas de novelas e filmes, fizeram de Victor & Leo uma das maiores e mais consagradas duplas de todos os tempos.
Após 26 anos de dupla, no dia 6 de agosto (segunda-feira) de 2018, a dupla anunciou a separação sem tempo indeterminado, para seguirem em projetos individuais. Leo declarou que iria se dedicar à carreira de palestrante, à divulgação de seu livro e também aos shows acústicos em carreira solo, e Victor revelou que iria dar um tempo. 
Em 20 de setembro de 2023, Victor e Leo anunciaram oficialmente o retorno aos palcos. o colunista Leo Dias anunciou que a dupla assinou um contrato de 70 milhões de reais para realizar cerca de 70 shows. Segundo a Folha, em 2024, TV Globo, Record e SBT recusaram tentativas da dupla de anunciar retorno em seus programas, o principal motivo da recusa seria a lembrança do caso de Violência doméstica que envolve Victor Chaves.
Após o anúncio da volta da dupla aos palcos, Victor e Leo divulgaram as datas da turnê de retorno que ocorreu em 2024. Inclusive, houve a  gravação de um DVD em São Paulo, no Estádio Cícero Pompeu de Toledo, o Estádio do Morumbi. O DVD foi gravado no dia 23 de março de 2024, com público de mais de 45 mil fãs e contou com as participações especiais de Jorge & Mateus e Daniel.

## CD's e DVD's
São 14 CDs, 5 DVDs ao vivo e 2 Blu-rays, além de 2 DVDs documentários: Nada Es Normal, em espanhol, lançado em 2008, e Victor & Leo - A História, lançado em dezembro de 2010.
O primeiro CD foi lançado em 2002, pela extinta gravadora Number One.
Em 2003, saíram da gravadora e, de forma independente, gravaram o segundo CD, chamado Vida Boa.

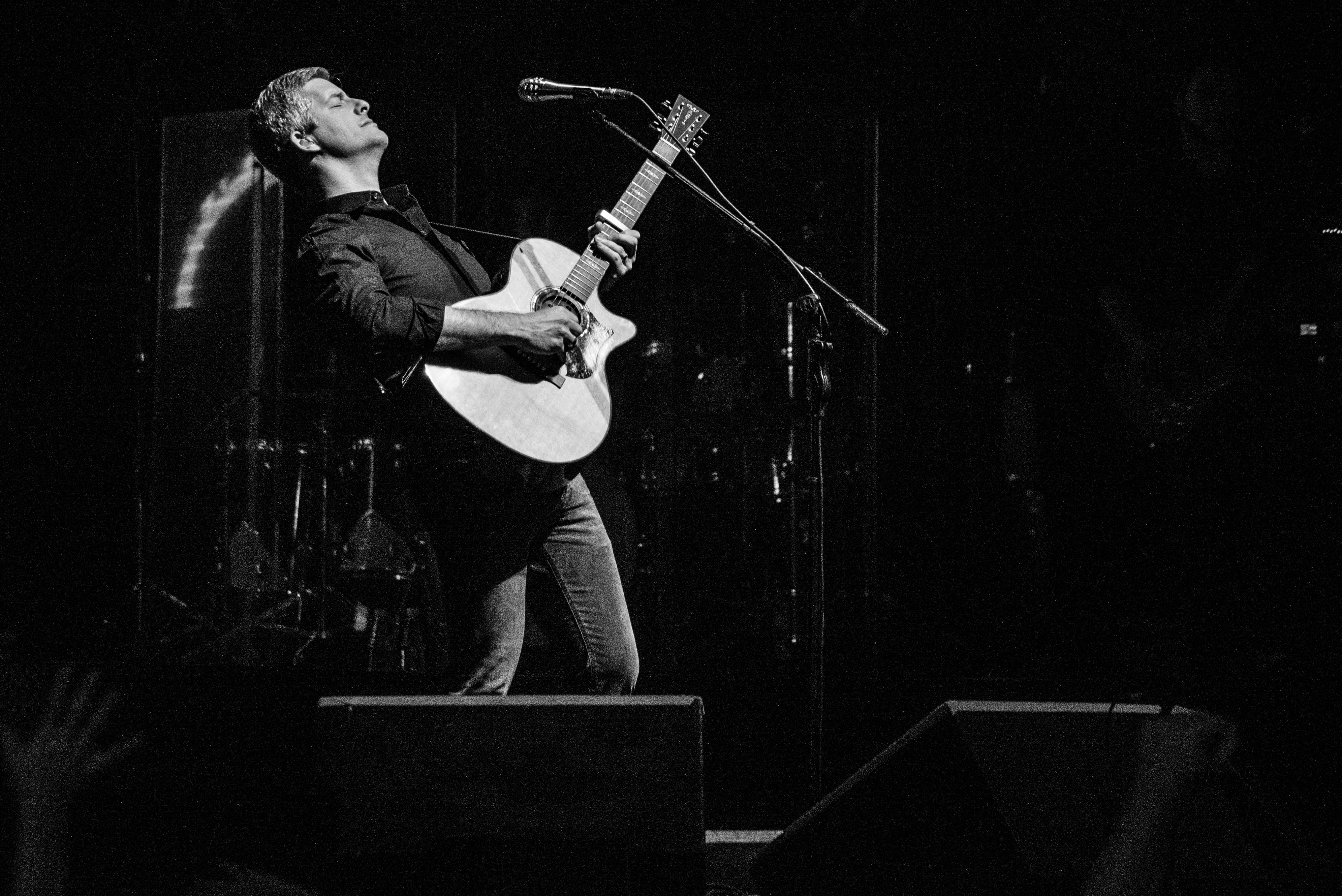
Apresentando-se no Vivo Rio (2016)

Em 2005, também de forma independente e em São Paulo, gravaram o terceiro CD, Victor & Leo Ao Vivo, produzido e arranjado pela própria dupla. Este CD, sem gravadora, espalhou-se pelo Brasil a partir de 2006 quando foi lançado, estimando-se terem sido pirateadas mais de 2 milhões de cópias entre 2006 e 2007.
Em junho de 2007, já conhecidos em grande parte do país, Victor & Leo foram contratados pela Sony BMG, que passou a distribuir originalmente o CD Ao Vivo, relançando-o e apenas modificando a capa. Relativo a este CD, mesmo depois de tão pirateado, em dois meses de lançamento, rendeu à dupla, seu primeiro disco de ouro.
Também em junho de 2007, já contratados pela Sony BMG, gravaram o 1° DVD ao vivo da carreira e advindo deste, o quarto CD, intitulados Ao Vivo em Uberlândia. A gravação se deu em Uberlândia, principalmente por uma questão geográfica, ficando a cidade no centro do país, entre os primeiros estados onde o CD Ao Vivo havia se popularizado. A dupla apaixonou-se pela cidade e hospitalidade de seus habitantes e resolveu sair de São Paulo, para morar definitivamente em Uberlândia.
Com o trabalho reconhecido em todas as regiões do Brasil, entre culturas e públicos diferentes, o estilo da dupla foi visto como universal e por isto, no início de 2008, foram convidados pela Sony Music a gravar um disco em espanhol, o quinto da carreira. São canções e arranjos da dupla em versão espanhola, em que contaram com a participação do produtor mexicano Aureo Baqueiro e com o artista e compositor Leonel Garcia.
Em meados de 2008, após as gravações do CD espanhol, iniciaram-se as gravações do CD Borboletas, o sexto da carreira. Totalmente autoral, o CD possui 12 canções assinadas por Victor, sendo três em parceria com Leo, além de assinarem todos os arranjos. A dupla também assina a produção do trabalho e a divide com o baixista Ivan Corrêa.
Em 2009, Victor & Leo se consagraram de vez em versatilidade e diversidade, sendo a primeira dupla em 12 anos a participar do tradicional e fechado festival de rock Planeta Atlântida, que acontece em Santa Catarina e no Rio Grande do Sul, provando assim que sua universalidade musical os levava a públicos muito diferentes, ao mesmo tempo e com mesma aceitação, além de terem estado igualmente entre atrações principais em festivais, como o Festival de Verão de Salvador e do Recife, e Lupaluna, em Curitiba, repetindo o sucesso em 2010.
Em setembro de 2009, depois de consagrarem-se com o espantoso sucesso do CD Borboletas, Victor & Leo gravaram em São Paulo o 2° DVD ao vivo da carreira, e advindo dele, o sétimo CD, chamados Ao Vivo e em Cores em São Paulo. Em retribuição aos anos em que a capital os acolheu em tempos de casa noturna, uma mega estrutura foi armada para um espetacular show de performance musical, por duas noites, no Ginásio do Ibirapuera. Pela primeira vez um artista gravou um DVD no local, que superlotou nas duas noites, tendo mais de 23 mil espectadores. Canções inéditas, conteúdo musical, sinergia perfeita entre público e artista e o inconfundível conceito Victor & Leo, marcam este produto que teve venda inicial de 150 mil cópias (disco de platina).
Em outubro de 2010, foi lançado o oitavo CD de Victor & Leo, Boa Sorte Pra Você, que também é o nome da primeira faixa de trabalho. Recheado de surpresas, o CD tem arranjos de Victor & Leo e produção de Guto Graça Mello. Contém 11 faixas, sendo 8 músicas de autoria de Victor Chaves, 2 regravações, e uma faixa bônus.
O segundo DVD documentário da dupla, A História, chegou às lojas em dezembro de 2010. Este documentário visa mostrar traços da história da música sertaneja em que se insere a música de Victor & Leo. Nele, pode-se ver também o trabalho da dupla durante a gravação do disco Boa Sorte Pra Você. No final de 2011, Victor & Leo atingiram a marca de mais de 3 milhões de CDs e DVDs vendidos na carreira.

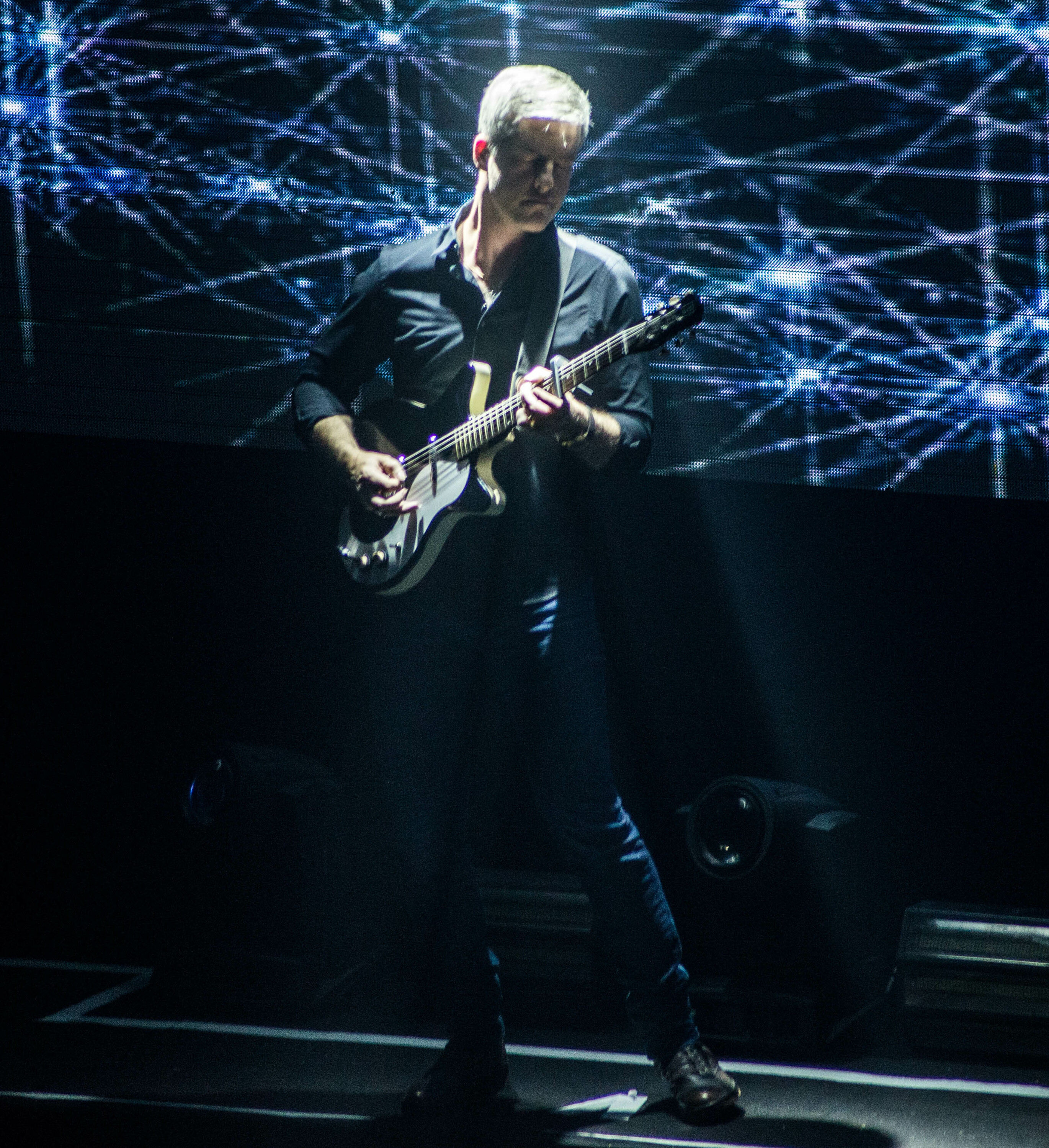
Apresentando-se no Vivo Rio (2016)

Em novembro de 2011, chegou às lojas de todo o país o nono CD da dupla, Amor de Alma. Recheado de inéditas, o trabalho é totalmente produzido e arranjado por Victor & Leo. O CD possui 12 faixas, sendo 8 músicas de autoria de Victor Chaves (em "Mal Resolvido", Leo Chaves é co-autor) e 4 regravações. Na faixa "Sonhos e Ilusões em Mim", Paula Fernandes fez uma participação especial.
Em março de 2012, Victor & Leo gravaram o décimo CD e 3° DVD ao vivo da carreira, intitulado Ao Vivo em Floripa, em Florianópolis, Santa Catarina. O trabalho contou com as participações especiais de Chitãozinho & Xororó, Gabriel Grossi, Haroldo Ferretti, Marciano, Nando Reis, Nice Silva, Paula Fernandes, Pepeu Gomes, Thiaguinho e Zezé Di Camargo & Luciano.
Em agosto de 2013, assinaram contrato com a Som Livre e lançaram o álbum Viva Por Mim. O 11º CD da carreira da dupla foi gravado em um estúdio de Uberlândia e mostra de uma maneira mais clara outras influências da dupla, que não se limitam ao folk ou ao sertanejo de raiz, como o rock, o R&B e a black music, sem deixar de lado o romantismo. Entre as novidades que o primeiro álbum completamente inédito de Victor & Leo apresentam, estão as composições de Leo. Das 13 faixas, 8 são assinadas por Leo Chaves com parceiros (sendo 2 delas com Victor) e 4 foram escritas por Victor Chaves. “Na Linha do Tempo” é uma composição de Sérgio Porto e Marcelo Martins, enquanto Leo foi responsável pelos arranjos. Lançada nacionalmente no dia 2 de setembro, a canção se destacou nas principais rádios do país, alcançando o primeiro lugar. O videoclipe da música conta a história de amor entre uma filha de fazendeiro e o filho da caseira, que se conhecem ainda crianças, mas são afastados pelo pai da garota. Anos depois, os dois se reencontram durante um show de Victor & Leo. Gravado em Uberlândia, o vídeo atingiu meio milhão de visualizações já na primeira semana. Viva Por Mim conta ainda com três participações de peso: Jorge & Mateus, Bruno & Marrone e Almir Sater.
No final de 2014, os fãs ganharam de presente o álbum Perfil. Lançado pela Som Livre, o disco reúne os principais hits da carreira da dupla e traz ainda duas canções inéditas: "Caminhos Diferentes" e "Como Eu Amei".
Em janeiro de 2015, Victor & Leo gravaram em São Paulo o 4° DVD ao vivo da carreira, para um público intimista. Intitulado Irmãos, o álbum traz canções inéditas e versões. Lançado em junho, Irmãos registrou a última canção gravada por Milionário & José Rico, além das participações de Henrique & Juliano, Malta, Wesley Safadão, Lucyana Villar e Victor Freitas & Felipe.
Também em 2015, durante o programa Sai do Chão, da Rede Globo, Victor & Leo lançaram o quinto DVD ao vivo, com o mesmo nome Sai do Chão.
No final de 2016, a dupla lançou Duetos, uma coletânea com parcerias da dupla, entre elas Alcione, Chitãozinho & Xororó, Almir Sater, Sérgio Reis, Renato Teixeira, Gonzaguinha, Wesley Safadão, Henrique & Juliano, entre outros. O álbum traz ainda “Time For Love”, uma versão exclusiva de “Tempo de Amor”, ao lado de Eric Silver.
Lançado em novembro de 2017, o álbum Na Luz do Som é composto por 12 faixas, contendo as lançadas no mesmo ano, "Senhorita" e a faixa "Na Luz do Som", que dá nome ao álbum. Foi produzido por Victor e com co-produção de Beto Rosa e André Henriques, e gravado entre fevereiro e setembro no BR Chaves Estúdio.
Em agosto de 2018, Victor & Leo lançaram o 14º CD e quinto DVD, O Cantor do Sertão - O Sertão de Victor & Leo, que foi o último trabalho da dupla. O álbum foi gravado ao vivo em formato acústico no dia 18 de outubro de 2017, em Uberlândia, com as participações especiais de Almir Sater, Chitãozinho & Xororó, Leonardo e Rionegro & Solimões. Após o lançamento deste álbum, a dupla encerrou sua turnê de despedida em 15 de setembro de 2018, com um show em Brasília, e em seguida, entraram em recesso por tempo indeterminado.
Em 2020, dois anos depois de parar a dupla com o irmão, Leo Chaves lançou sua primeira música "Avé Maria no Morro", em seguida lança "Cover" e "Sol da Seis" com a participação da cantora Ludmilla e atualmente lançou a música "Jéssica" com a participação de Rafa Kalimann no videoclipe.

## Shows
A dupla já fez shows em quase todo o país, Entre 2008 e 2009, fizeram vários shows na Argentina, Bolívia, Equador, Venezuela, Uruguai, entre outros países da América Latina, para divulgar seu CD lançado em 2009, Nada Es Normal, que fez enorme sucesso nas rádios sul-americanas e ficou na posição #40 entre todas as músicas latinas. No começo de 2012, Victor & Leo fizeram 4 shows nos Estados Unidos para brasileiros, cada show foi para mais ou menos 5 mil pessoas. Embora seus shows tivessem a presença de até 100 mil pessoas, a média de público nos shows da dupla era de 75 mil pessoas. O maior público foi no DVD gravado em Florianópolis no dia 28 de março de 2012, intitulado Ao Vivo em Floripa, onde foram 200 mil pessoas.
O primeiro álbum foi lançado em 2002, com o selo Number One Music. Em 2003, lançaram o segundo álbum, Vida Boa.
Em 2005, gravaram o terceiro CD, produzido e arranjado pela própria dupla, intitulado Ao Vivo, inicialmente lançado como CD independente. Este álbum espalhou-se pelo Brasil a partir de 2006, quando foi lançado. Estima-se terem sido pirateadas mais de 2 milhões de cópias entre 2006 e 2007. Em junho de 2007, já conhecidos em grande parte do país, assinaram com a Sony Music, que passou a distribuir o álbum originalmente, relançando-o e apenas modificando a capa. Relativo a este CD, mesmo depois de tão pirateado, em dois meses de lançamento rendeu à dupla seu primeiro disco de ouro.
Também em junho de 2007, já contratados pela Sony BMG, gravam o quarto CD e o primeiro DVD da carreira, intitulado Ao Vivo em Uberlândia. A gravação se deu em Uberlândia, principalmente por uma questão geográfica, ficando a cidade no centro do país, entre os primeiros estados onde o CD Victor & Leo ao Vivo havia se popularizado. A dupla apaixonou-se pela cidade e hospitalidade de seus habitantes e resolveu sair de São Paulo, para morar definitivamente em Uberlândia.
Com o trabalho reconhecido em todas as regiões do Brasil, entre culturas e públicos diferentes, o estilo da dupla foi visto como universal e por isto, no início de 2008, foram convidados pela gravadora a gravar um disco com canções e arranjos da dupla em espanhol, onde contaram com a participação do produtor mexicano Aureo Baqueiro e com o artista e compositor Leonel Garcia.
Em meados de 2008, após as gravações do CD em espanhol, iniciaram-se as gravações do álbum Borboletas, o quinto da carreira. Totalmente autoral, o CD possui 12 canções assinadas por Victor, sendo três em parceria com Leo, além de assinarem todos os arranjos. Das 12 músicas, apenas uma já tinha sido anteriormente gravada pela dupla, "Tanta Solidão". A dupla também assina a produção do trabalho e a divide com o baixista Ivan Corrêa. Em 2009, Victor & Leo se consagraram de vez em versatilidade e diversidade, sendo a primeira dupla em 12 anos a participar do tradicional e fechado festival de rock Planeta Atlântida, que acontece em Santa Catarina e Rio Grande do Sul, provando assim que sua universalidade musical os leva a públicos muito diferentes, ao mesmo tempo e com mesma aceitação, além de terem estado igualmente entre atrações principais em festivais como o Festival de Verão de Salvador e do Recife, e Lupaluna, em Curitiba, repetindo o sucesso em 2010.
Em 23 e 24 de setembro de 2009, lançam o sexto CD e o segundo DVD da carreira, Ao Vivo e em Cores. Em retribuição aos anos em que a capital os acolheu em tempos de casa noturna, uma mega estrutura foi armada para um show de performance musical por duas noite, no Ginásio do Ibirapuera. Pela primeira vez um artista gravou um DVD no local, que superlotou nas duas noites, tendo mais de 23 mil espectadores. Este produto teve venda inicial de 150 mil cópias (disco de platina). Em março de 2010, participaram do projeto Emoções Sertanejas, interpretando "Jesus Cristo", canção de Roberto Carlos de 1970.

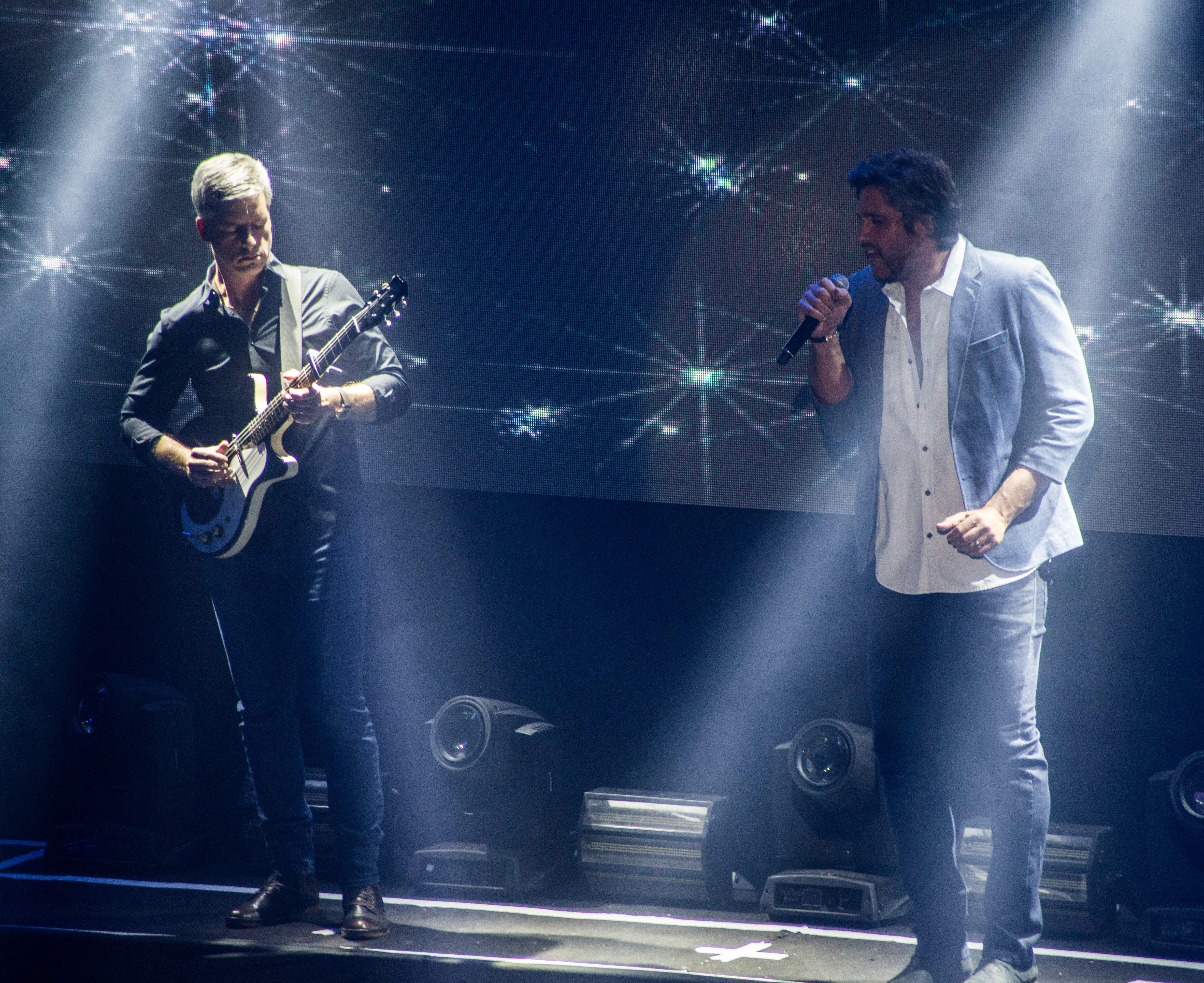
Apresentando-se no Vivo Rio (2016)

No mesmo ano, participaram do projeto Xuxa Só Para Baixinhos 10, da apresentadora Xuxa, com a música "A Canção do Elefante". Este projeto traz também a participação da cantora Maria Gadú na canção "Leãozinho" (anteriormente gravada por Caetano Veloso). Outro detalhe no projeto é a participação do filho de Leo junto com o pai e o tio na mesma canção.
Em 2010, lançam o oitavo CD da carreira, Boa Sorte pra Você, que também é o título do primeiro single de divulgação do álbum. Recheado de surpresas, o álbum tem a produção de Guto Graça Mello. Contém 11 faixas, sendo 8 músicas de autoria de Victor Chaves, 2 regravações, e uma faixa bônus. O segundo DVD documentário da dupla, A História, chegou às lojas em dezembro de 2010. Este documentário visa mostrar traços da história da música sertaneja em que se insere a música de Victor & Leo. Nele pode-se ver também o trabalho da dupla durante a gravação do disco Boa Sorte Pra Você. No final de 2011, Victor & Leo atingiram a marca de mais de 3 milhões de CDs e DVDs vendidos na carreira.
Em novembro de 2011, chegou às lojas de todo o país o nono CD da dupla, Amor de Alma. Recheado de inéditas, o trabalho é totalmente produzido e arranjado por Victor & Leo. O CD possui 12 faixas, sendo 8 músicas de autoria de Victor Chaves (em "Mal Resolvido", Leo Chaves é coautor) e 4 regravações. Na faixa "Sonhos e Ilusões em Mim", Paula Fernandes fez uma participação especial.
Em 2012, lançam o décimo CD e terceiro DVD da carreira, Ao Vivo em Floripa, gravado na cidade de Florianópolis, Santa Catarina, e que contou com as participações de Chitãozinho & Xororó, Gabriel Grossi, Haroldo Ferretti, Marciano, Nando Reis, Nice Silva, Paula Fernandes, Pepeu Gomes, Thiaguinho e Zezé Di Camargo & Luciano. O DVD também comemora os 20 anos de carreira da dupla e vendeu cerca de 150 mil cópias, e também é considerado o melhor CD da dupla.

## Carreiras Solo
Com a separação da dupla, tanto Victor como Leo seguiram seus caminhos em carreira solo. Victor Chaves preferiu não fazer shows, mas um tempo depois aderiu a um novo projeto, intitulado Projeto VC, onde cantava suas composições, todas inéditas, em estilo acústico.
Leo, diferente do irmão, continuou fazendo shows, e lançando alguns singles, como "Avé Maria no Morro", "Cover", "Sol da Seis" e "Jéssica". Além das citadas, o repertório de Leo Chaves também contava com músicas de outros artistas e da dupla com Victor.  No dia 30 de setembro de 2021, Leo gravou em São Paulo o seu primeiro DVD solo, intitulado "Retorno" e contou com as participações de Henrique & Juliano, Gusttavo Lima, Xand Avião e Guilherme & Benuto, contendo tanto músicas inéditas quanto regravações de sucessos de Victor & Leo.

## Discografia
| Ano  | Álbum                 | Formatos         | Gravadora        |
| ---- | --------------------- | ---------------- | ---------------- |
| 2002 | Vitor e Leo           | CD               | Number One Music |
| 2004 | Vida Boa              | CD               | Number One Music |
| 2007 | Ao Vivo               | CD               | Sony Music       |
| 2007 | Ao Vivo em Uberlândia | CD, DVD          | Sony Music       |
| 2008 | Borboletas            | CD               | Sony Music       |
| 2009 | Ao Vivo e em Cores    | CD, DVD, blu-ray | Sony Music       |
| 2010 | Boa Sorte pra Você    | CD               | Sony Music       |
| 2011 | Amor de Alma          | CD               | Sony Music       |
| 2012 | Ao Vivo em Floripa    | CD, DVD, blu-ray | Sony Music       |
| 2013 | Viva por Mim          | CD               | Som Livre        |
| 2015 | Irmãos                | CD, DVD          | Som Livre        |
| 2017 | Na Luz do Som         | CD               | Som Livre        |
| 2018 | O Cantor do Sertão    | CD, DVD          | Som Livre        |

## Filmografia

### Televisão
| Ano       | Título         | Função   |
| --------- | -------------- | -------- |
| 2016-2017 | The Voice Kids | Técnicos |

## Temas de novelas
Em 2008, a dupla teve sua primeira canção integrando uma trilha sonora de novela: "Tem Que Ser Você", de autoria de Victor. A versão em estúdio foi especialmente produzida pela dupla para a novela A Favorita, da Rede Globo, como tema das personagens Céu (Deborah Secco) e Cassiano (Thiago Rodrigues) e entrou como faixa bônus no CD Borboletas.
Em 2009, duas canções ao mesmo tempo integraram a trilha da novela Paraíso, de Benedito Ruy Barbosa, também da Rede Globo. Uma como tema de abertura, o clássico "Deus e Eu no Sertão", e a outra, a romântica "Nada Normal", tema das personagens Rosinha (Vanessa Giácomo) e Terêncio (Alexandre Nero). 
Em 2010, "Rios de Amor", música do CD Boa Sorte Pra Você, integrou a trilha sonora da novela Araguaia, da Rede Globo, como tema dos personagens Solano (Murilo Rosa) e Manuela (Milena Toscano).
Em 2011, a música de autoria de Victor Chaves, "Não Precisa" (Victor & Leo e Paula Fernandes), integrou a trilha sonora da novela da Rede Globo Morde & Assopra, como tema dos personagens Cristiano (Paulo Vilhena) e Abelha (Bruna Spínola). 
Em 2014, "Tudo com Você", de autoria de Leo Chaves, Juliano Tchula e Gabriel Agra, foi trilha da novela Alto Astral, da Rede Globo. 
Em 2016, Êta Mundo Bom!, da Rede Globo, trouxe “Estrada Vermelha” como uma das músicas de Candinho (Sérgio Guizé), personagem principal da trama. Também em 2016, “10 Minutos Longe de Você” embalou o romance de Tancinha (Mariana Ximenes) e Apolo (Malvino Salvador) em Haja Coração.

## Controvérsias
Em fevereiro de 2017, Victor foi acusado de agredir sua então esposa, a empresária Poliana Bagatini Chaves, que estava grávida do segundo filho do casal. Em um vídeo gravado por uma câmera de segurança, o cantor empurra a esposa dentro de prédio onde eles moravam, em Belo Horizonte. A empresária prestou queixa na manhã do dia 24, em uma delegacia da Polícia Civil de Belo Horizonte. Em seguida, ela foi encaminhada para a Delegacia da Mulher local para o exame de corpo de delito, mas não aguardou o atendimento. Segundo a assessoria de imprensa do Departamento de Proteção e Orientação da Família da capital mineira, Poliana relatou que teria sido jogada no chão pelo companheiro, que desferiu diversos chutes nela. Ao tentar sair do apartamento, a moça foi impedida por um segurança e pela irmã do cantor.
Em um show realizado em Biguaçu, Santa Catarina, em março do mesmo ano, Victor desabafou sobre o caso: “A gente crê no que a gente quer, né? Não naquilo que é verdade. O que é verdade a gente não conhece. As pessoas que quiseram crer na minha essência são as pessoas que conhecem o meu lado bom, meu lado artístico e humano. Você só se defende quando não admite o erro. Quando você tem a consciência limpa, não é preciso se defender de nada”, afirmou o cantor.
No dia 4 de abril daquele ano, o cantor foi indiciado pela Polícia Civil de Minas Gerais pela agressão. A investigação encontrou evidências da agressão do sertanejo à mulher. Victor negou as acusações e falou sobre o caso no programa Fantástico, da Rede Globo. Depois, Poliana retirou as acusações e o exame de corpo de delito não indicou agressão. Após a repercussão do caso, Victor & Leo foram afastados do reality show The Voice Kids, da Rede Globo, sendo substituídos pela dupla Simone & Simaria.
Condenação
No dia 29 de novembro de 2019, Victor Chaves foi condenado a 18 dias de prisão em regime aberto, segundo o Tribunal de Justiça de Minas Gerais, com divulgação de um vídeo mostrando a agressão. O cantor sertanejo foi condenado em primeira instância na acusação de agressão contra a mulher dele, em Belo Horizonte. De acordo com o Tribunal de Justiça de Minas Gerais (TJMG), a pena estabeleceu o cumprimento de 18 dias de prisão em regime aberto. O cantor recorreu da decisão no dia 09 de janeiro de 2020 e o caso foi enviado ao Ministério Público de Minas Gerais (MPMG). O agressor também foi condenado a pagar R$ 20 mil à vítima, “como indenização em decorrência dos danos morais causados”, além de ter que arcar com os custos processuais e foi estabelecido o benefício de sursis, que é a suspensão condicional da pena, pelo prazo de dois anos.

## Prêmios e indicações
| Ano  | Prêmio                                       | Indicação                      | Categoria                                                           | Resultado |
| ---- | -------------------------------------------- | ------------------------------ | ------------------------------------------------------------------- | --------- |
| 2007 | Melhores do Ano                              | Victor & Leo                   | Revelação Musical                                                   | Indicado  |
| 2008 | Prêmio TIM de Música                         | Victor & Leo                   | Full Track                                                          | Venceu    |
| 2008 | 9º Grammy Latino                             | Ao Vivo em Uberlândia          | Melhor Álbum de Música Contemporânea Regional ou Raízes Brasileiras | Indicado  |
| 2008 | Melhores do Ano                              | "Tem Que Ser Você"             | Música do Ano                                                       | Venceu    |
| 2009 | 10º Grammy Latino                            | Borboletas                     | Melhor álbum de música sertaneja                                    | Indicado  |
| 2009 | Oscar Rodeio Brasileiro Troféu Arena de Ouro | Victor & Leo                   | Melhor dupla sertaneja                                              | Venceu    |
| 2009 | Melhores do Ano                              | Victor & Leo                   | Melhor dupla, grupo ou banda                                        | Venceu    |
| 2010 | Prêmio Tela Viva Móvel                       | Aplicativo iPhone Victor & Leo | Música                                                              | Venceu    |
| 2010 | Prêmio Tela Viva Móvel                       | Aplicativo iPhone Victor & Leo | Grand Prix Popular                                                  | Venceu    |
| 2010 | 21º Prêmio da Música Brasileira              | Victor & Leo                   | Melhor dupla                                                        | Indicado  |
| 2010 | 17º Prêmio Multishow                         | Ao Vivo e em Cores             | Melhor DVD                                                          | Indicado  |
| 2010 | 17º Prêmio Multishow                         | Ao Vivo e em Cores             | Melhor Show                                                         | Indicado  |
| 2010 | 17º Prêmio Multishow                         | Victor & Leo                   | Melhor Artista Sertanejo                                            | Venceu    |
| 2010 | 11º Grammy Latino                            | Ao Vivo e em Cores             | Melhor Álbum de Música Sertaneja                                    | Indicado  |
| 2010 | Prêmio Música Digital                        | Borboletas                     | Música Mais Vendida Pop                                             | Venceu    |
| 2010 | Troféu Imprensa                              | Victor & Leo                   | Melhor Dupla Sertaneja                                              | Venceu    |
| 2010 | Troféu Imprensa Internet                     | Victor & Leo                   | Melhor Dupla Sertaneja                                              | Venceu    |
| 2010 | Melhores do Ano                              | Victor & Leo                   | Melhor Grupo, Banda ou Dupla                                        | Venceu    |
| 2011 | 22º Prêmio da Música Brasileira              | Victor & Leo                   | Melhor dupla                                                        | Indicado  |
| 2011 | 18º Prêmio Multishow                         | Victor & Leo                   | Dupla Sertaneja                                                     | Indicado  |
| 2011 | 18º Prêmio Multishow                         | Victor - violão                | Instrumentista                                                      | Indicado  |
| 2011 | 18º Prêmio Multishow                         | Boa Sorte Pra Você             | Melhor Música                                                       | Indicado  |
| 2011 | 18º Prêmio Multishow                         | Boa Sorte Pra Você             | Melhor Álbum                                                        | Indicado  |
| 2011 | 18º Prêmio Multishow                         | Victor & Leo                   | Melhor Show                                                         | Indicado  |
| 2011 | Melhores do Ano                              | Victor & Leo                   | Melhor Banda/Dupla Sertaneja                                        | Venceu    |
| 2011 | Troféu Imprensa                              | Victor & Leo                   | Melhor Dupla Sertaneja                                              | Venceu    |
| 2012 | 13º Grammy Latino                            | Amor de Alma                   | Melhor Álbum de Música Sertaneja                                    | Indicado  |
| 2012 | Movimento Country                            | Ao Vivo em Floripa             | Melhor DVD de 2012                                                  | Venceu    |
| 2013 | 24º Prêmio da Música Brasileira              | Ao Vivo em Floripa             | Canção Popular/Melhor Dupla                                         | Venceu    |
| 2013 | Grammy Latino                                | Ao Vivo em Floripa             | Melhor Álbum de Música Sertaneja                                    | Venceu    |
| 2014 | Grammy Latino                                | Viva Por Mim                   | Melhor Álbum de Música Sertaneja                                    | Indicado  |
| 2015 | Grammy Latino                                | Irmãos                         | Melhor Álbum de Música Sertaneja                                    | Indicado  |
| 2016 | 27º Prêmio da Música Brasileira              | Irmãos                         | Canção Popular/Melhor Dupla                                         | Indicado  |